# Hispania F111
Hispania F111 (HRT F111) — гоночный автомобиль испанской команды Формулы-1 Hispania Racing F1 Team, разработанный для выступления в сезоне 2011 года.

## История

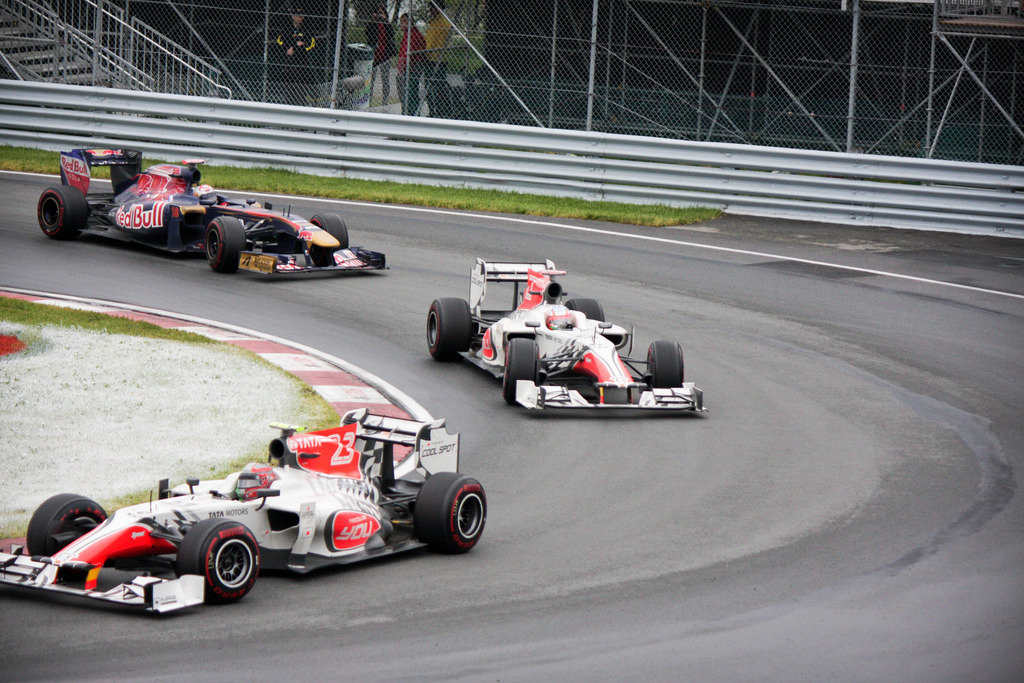
На Гран-при Канады команда добилась лучшего в сезоне результата: Льюцци финишировал 13-м, Картикеян - 15-м. Однако после гонки индиец получил штраф +20 секунд и стал 17-м.

Первые изображения компьютерной модели F111 появились на официальном сайте команды 8 февраля 2011 года. Новый корпоративный дизайн команды был создан немецким дизайнером-футуристом Даниэлем Симоном.
11 марта 2011 года новая машина была представлена на трассе Каталунья во время заключительных тестов перед началом сезона.
Команде не удалось опробовать новую машину на трассе до начала сезона из-за отсутствия деталей и дебют F111 состоялся только по ходу первого Гран-при сезона в Мельбурне, где команде в полном составе не удалось пройти квалификацию.
В гонке машина дебютировала на Гран-при Малайзии, где оба гонщика сошли с дистанции.
Третья гонка сезона в Китае принесла команде "успех": оба болида смогли добраться до финиша.
На Гран-при Канады Витантонио Лиуцци финишировал тринадцатым, что стало лучшим результатом в истории команды.
Перед Гран-при Великобритании команда подписала контракт с молодым австралийским гонщиком Даниэлем Риккардо, который занял место Нараина Картикеяна за рулём F111.

## Результаты выступлений в Формуле-1
| Легенда к таблице |                                                                    |
| --- | ------------------------------------------------------------------ |
| В таблице перечислены результаты всех Гран-при Формулы-1, в которых использовался автомобиль. Строками таблицы являются сезоны, столбцами — этапы чемпионата мира. В каждой клетке указаны сокращённое название этапа и результат, дополнительно обозначенный цветом. Расшифровка обозначений и цветов представлена в нижеследующей таблице. |                                                                    |
| \| Пример \| Описание \| \| ------------ \| ------------------------------------------------------------------ \| \| 1 \| Победитель \| \| 2 \| Второе место \| \| 3 \| Третье место \| \| 5 \| Финишировал, заработав очки \| \| Сход \| Не финишировал, но при этом заработал очки \| \| 12 \| Финишировал, не получив очков \| \| НКЛ \| Финишировал, но не попал в финальную классификацию \| \| 15 \| Участвовал вне зачёта, либо по отдельной классификации \| \| 18 \| Не финишировал, но попал в финальную классификацию \| \| Сход \| Не финишировал \| \| НКВ \| Не прошёл квалификацию \| \| НПКВ \| Не прошёл предквалификацию \| \| ДСК \| Дисквалифицирован \| \| ИСК \| Исключён из протокола соревнований \| \| ТТ \| Заявлен для участия только в тренировках \| \| НС \| Участвовал в квалификации, но не стартовал в гонке \| \| Т \| Травмирован или болен \| \| ОТК \| Отказ от участия \| \| НТР \| Прибыл на соревнования, но на трассу не выезжал \| \| НПР \| Был заявлен в числе участников, но не прибыл к началу соревнований \| \| О \| Соревнования отменены \| \| \| Не участвовал \| \| Поул-позиция \| \| \| Быстрый круг \| \| |                                                                    |
| Пример | Описание                                                           |
| 1 | Победитель                                                         |
| 2 | Второе место                                                       |
| 3 | Третье место                                                       |
| 5 | Финишировал, заработав очки                                        |
| Сход | Не финишировал, но при этом заработал очки                         |
| 12 | Финишировал, не получив очков                                      |
| НКЛ | Финишировал, но не попал в финальную классификацию                 |
| 15 | Участвовал вне зачёта, либо по отдельной классификации             |
| 18 | Не финишировал, но попал в финальную классификацию                 |
| Сход | Не финишировал                                                     |
| НКВ | Не прошёл квалификацию                                             |
| НПКВ | Не прошёл предквалификацию                                         |
| ДСК | Дисквалифицирован                                                  |
| ИСК | Исключён из протокола соревнований                                 |
| ТТ | Заявлен для участия только в тренировках                           |
| НС | Участвовал в квалификации, но не стартовал в гонке                 |
| Т | Травмирован или болен                                              |
| ОТК | Отказ от участия                                                   |
| НТР | Прибыл на соревнования, но на трассу не выезжал                    |
| НПР | Был заявлен в числе участников, но не прибыл к началу соревнований |
| О | Соревнования отменены                                              |
| | Не участвовал                                                      |
| Поул-позиция |                                                                    |
| Быстрый круг |                                                                    |

| Год  | Двигатель       | Ш | Пилоты    | 1   | 2    | 3   | 4   | 5    | 6   | 7   | 8   | 9   | 10   | 11  | 12   | 13   | 14   | 15   | 16   | 17  | 18   | 19   | Место | Очки |
| ---- | --------------- | - | --------- | --- | ---- | --- | --- | ---- | --- | --- | --- | --- | ---- | --- | ---- | ---- | ---- | ---- | ---- | --- | ---- | ---- | ----- | ---- |
| 2011 | Cosworth CA2011 | P |           | АВС | МАЛ  | КИТ | ТУР | ИСП  | МОН | КАН | ЕВР | ВЕЛ | ГЕР  | ВЕН | БЕЛ  | ИТА  | СИН  | ЯПО  | КОР  | ИНД | АБУ  | БРА  | 11    | 0    |
| 2011 | Cosworth CA2011 | P | Картикеян | НКВ | Сход | 23  | 21  | 21   | 17  | 17  | 24  |     | тест |     |      |      | тест | тест | тест | 17  |      |      | 11    | 0    |
| 2011 | Cosworth CA2011 | P | Льюцци    | НКВ | Сход | 22  | 22  | Сход | 16  | 13  | 23  | 18  | Сход | 20  | 19   | Сход | 20   | 23   | 21   |     | 20   | Сход | 11    | 0    |
| 2011 | Cosworth CA2011 | P | Риккардо  |     |      |     |     |      |     |     |     | 19  | 19   | 18  | Сход | НКЛ  | 19   | 22   | 19   | 18  | Сход | 20   | 11    | 0    |
| 2011 | Cosworth CA2011 | P | Хароуз    |     |      |     |     |      |     |     |     |     |      |     |      |      |      |      |      |     |      | тест | 11    | 0    |

### Выступления в квалификациях
В данной таблице собраны результаты квалификаций, в которых гонщики HRT показывали результаты хуже чем 107% от времен гонщиков, занимавших первые места в первых сегментах квалификационных сессий.
| Гран-при           | Время поула | Время 107 % | Пилот     | Время       | % от поула | Допуск к гонке? |
| ------------------ | ----------- | ----------- | --------- | ----------- | ---------- | --------------- |
| Гран-при Австралии | 1:25,296    | 1:31,267    | Льюцци    | 1:32,978    | 109,006    | Нет             |
| Гран-при Австралии | 1:25,296    | 1:31,267    | Картикеян | 1:34,293    | 110,547    | Нет             |
| Гран-при Монако    | 1:15,207    | 1:20,461    | Льюцци    | Без времени |            | Да              |
| Гран-при Монако    | 1:15,207    | 1:20,461    | Картикеян | Без времени |            | Да              |
| Гран-при Бельгии   | 2:01,813    | 2:10,339    | Льюцци    | 2:11,616    | 108,048    | Да              |
| Гран-при Бельгии   | 2:01,813    | 2:10,339    | Риккардо  | 2:13,077    | 109,247    | Да              |
| Гран-при Японии    | 1:32,626    | 1:39,109    | Льюцци    | Без времени |            | Да              |

### Причины сходов в Гран-при
| Гран-при          | Гонщик    | Процент пройденной дистанции | Причины сходов                            |
| ----------------- | --------- | ---------------------------- | ----------------------------------------- |
| Гран-при Малайзии | Льюцци    | 82                           | Заднее антикрыло                          |
| Гран-при Малайзии | Картикеян | 25                           | Перегрев системы охлаждения               |
| Гран-при Испании  | Льюцци    | 42                           | Коробка передач                           |
| Гран-при Германии | Льюцци    | 62                           | Электроника                               |
| Гран-при Бельгии  | Риккардо  | 30                           | ?                                         |
| Гран-при Италии   | Риккардо  | 74                           | Не классифицирован: проблемы с двигателем |
| Гран-при Италии   | Льюцци    | 0                            | Авария на старте в первом повороте        |
| Гран-при Абу-Даби | Риккардо  | 87                           | Генератор                                 |
| Гран-при Бразилии | Льюцци    | 86                           | Генератор                                 |

### Тесты в Абу-Даби (ноябрь 2011)
До начала молодёжных тестов в Абу-Даби HRT анонсировала участие в первом дне тестов 23-летнего испанца Дани Клоса. Однако команда не стала подтверждать гонщиков на другие дни тестов заранее и предложила потенциальным кандидатам найти необходимое финансирование для участия в молодёжных тестах. После окончания первого дня тестов команда подтвердила, что часть второго тестового дня за рулем HRT отработает чешский гонщик Ян Хароуз (участник Мировой серии Renault, завершивший сезон на 25-м месте), а потом уступит место Натанаэлю Бертону (гонщик провел сезон 2011 года в Мировой серии Renault, заработал подиум в Сильверстоуне и завершил сезон на 13 месте, а также выступал в GP2 Asia). Французский гонщик проехал несколько кругов по трассе в конце второго тестового дня и полноценно отработал третий.
| День | Гонщик           | Место (число участников) | Лучшее время по итогам дня | Отставание от лидера |
| ---- | ---------------- | ------------------------ | -------------------------- | -------------------- |
| 1    | Дани Клос        | 12(14)                   | 1:45,329                   | +5,318               |
| 2    | Ян Хароуз        | 11(13)                   | 1:46,644                   | +6,456               |
| 2    | Натанаэль Бертон | 13(13)                   | 1:48,646                   | +8,458               |
| 3    | Натанаэль Бертон | 12(14)                   | 1:45,839                   | +6,922               |